# La Vie Sur Terre
La Vie Sur Terre (literalmente, Vida en la tierra) es una película de Malí de 1998 escrita, dirigida y protagonizada por Abderrahmane Sissako. La historia se desenvuelve en la localidad de Sokolo y presenta la vida rural en el advenimiento del nuevo milenio.
Sissako recibió galardones por su participación en la cinta en el Festival Internacional de Cine de Friburgo, en el Festival Panafricano de Cine y Televisión de Uagadugú y en el Festival Internacional de Cine de San Francisco.

## Reparto
- Abderrahmane Sissako
- Nana Baby
- Mohamed Sissako
- Bourama Coulibaly
- Keita Bina Gaousso
- Mahamadou Dramé
- Moussa Fofana